# Durando d'Osca
Durando D'Osca (1160 circa – 1224) è stato un religioso spagnolo valdese.
Nell'ultimo decennio del XII secolo scrisse il Liber Antiheresis che è considerato la fonte principale sui primi valdesi.
Nel 1207 dopo la disputa di Pamiers ritornò in seno alla Chiesa Cattolica e nel 1208 fondò l’ordine religioso dei Poveri Cattolici, che venne approvata da papa Innocenzo III.

## Biografia
Esistono poche fonti sulla vita e le attività di Durando, la maggior parte di esse sono successive al 1207 dopo la riconciliazione con la Chiesa Cattolica.

### Primi anni
Nacque intorno al 1160 a Huesca, anche se si è ipotizzato che provenga dal mezzogiorno francese le numerose tesi a favore sembrano confermare la sua origine catalana. Dagli scritti di Durando sappiamo che conosceva il latino, il greco, il catalano e l’occitano. Durante questo periodo Durando entrò a far parte di un movimento ascetico- monacale guidato da Galindo di Perola, che assisteva i poveri della città presso la chiesa di San Michele. Nel 1184 questa comunità fu approvata da papa Lucio III e fu sottoposta al controllo del capitolo della cattedrale.
Intorno al 1183, la comunità valdese si espanse nei territori aragonesi e Durando ne entrò in contatto abbracciando gli ideali di Valdo, il quale seguiva una professione di fede basata sulla ricerca della perfezione cristiana e sulla rigorosa osservazione della povertà assoluta basata dai vangeli.

### Il Liber Antiheresis
Dopo il Concilio di Verona del 1184, Durando concepì l’idea di un “Compedio” che raccoglieva le auctoritates necessarie alle dispute contro gli eretici. Tra il 1190 e il 1194 scrisse il Liber Antiheresis, un testo che divenne un trattato fondamentale per i futuri inquisitori. Il libro si apre con un prologo che descrive la professione di fede di Valdo da Lione. L’intenzione del lionese era quella di riassumere i dogmi della chiesa in un periodo di lotta contro il catarismo. Voleva evidenziare l’unicità di Dio in opposizione alle affermazioni catare. Il nucleo principale dell’opera è la polemica teologica contro l’eresia. Non si parla esplicitamente dell’eresia catara, anche se veniva considerata da tutti i critici cattolici del tempo, Durando incluso, l’eresia per eccellenza. Il metodo utilizzato nella stesura del liber è quello del grande polemista cattolico: prima venivano riprodotti gli argomenti degli eretici per poi essere confutati dalle autorità cattoliche. Questo modello fu molto efficace, perché si basava sull’uso delle sacre scritture come arma principale. Grazie alla profonda conoscenza della grammatica greca e latina D’Osca riuscì ad argomentare maggiormente la sua tesi, facendo appello alle origini e al significato delle parole.
L’esperienza predicatoria di Durando fu utile nella stesura di quest’opera, diventando di grande importanza per future opere nella lotta contro l'eresia.

### Pamiers e il ritorno all’ortodossia
Nel 1194, a seguito di un decreto conto i valdesi nella corona d’Aragona, Durando si mise in viaggio verso l’Occitania alla ricerca di un luogo con maggior libertà per il valdismo. Nel 1207 prese parte ad una conferenza religiosa a Pamiers alla quale parteciparono il vescovo Folchetto di Marsiglia, il vescovo Navarro di Couserans, il vescovo di Osma Diego d’Acebo accompagnato da Domenico di Guzman, il futuro fondatore dell’ordine dei Frati predicatori. A questo evento si dibatteva delle controversie tra eterodossi e ortodossi, parteciparono alcuni catari e numerosi cattolici e valdesi di cui Durando ne era il principale esponente. Questa esperienza indusse Durando e i suoi compagni a recarsi a Roma per tentare una riconciliazione con la Chiesa e presentare la proposta di una nuova comunità che aveva come fondamento gli stessi ideali valdesi, ma era adattata in modo da poter rientrare in seno all’ortodossia religiosa. Dopo alcuni mesi nei quali Durando allacciò alcuni rapporti con la curia papale, il 18 dicembre 1208 papa Innocenzo III confermò a Durando e ai suoi compagni la missione apostolica, creando l’illusione che tale atto avrebbe spinto gli altri valdesi a rientrare in seno alla Chiesa Cattolica. Nacque un nuovo ordine religioso chiamato Poveri Cattolici (pauperes catholici), che cercarono attivamente di reintegrare i valdesi nell’organismo ecclesiastico.
In una lettera inviata all’arcivescovo di Tarragona, il papa riporta il giuramento e la confessione di fede pronunciate dall’ex valdese che si impegnava a professarli. Nell’epistola segue una precisa esposizione dell’elaborazione dottrinale, in particolare sui sacramenti. Infine viene descritto il propositum conversationis di Durando e dei suoi seguaci. Oltre a riconoscere la comunità dei Poveri Cattolici, questo testo è stato molto utile per capire il quadro della vita regolare agli inizi del XIII secolo.

### L’esperienza dei Poveri Cattolici
Dopo la riconciliazione con Durando, papa Innocenzo III inviò una lettera alle diocesi di Tortosa, Urgell e Huesca affinché riconoscessero e accettassero i Poveri Cattolici nella Chiesa. In questa lettera il pontefice menziona gli aspetti propositivi e la professione di fede dell’oscense. Similmente alla professione di Valdo, Durando confermò la stessa idea di Chiesa, professando gli stessi precetti valdesi, sottolineando che, “crediamo con il cuore e confessiamo con la bocca una Chiesa, non eretica, Santa Romana Apostolica”.
Il leader della comunità voleva creare un gruppo di chierici con una adeguata preparazione teologica che fossero in grado di affrontare gli eretici. I principi per la fondazione della nuova comunità apostolica furono: la povertà evangelica, che era il concetto principale del valdismo, così come il battesimo ai bambini, la salvezza dal giudizio finale e l’approvazione dei sacramenti religiosi; tutte pratiche rifiutate dai catari.
Chi voleva unirsi a questa comunità apostolica doveva vivere in modo religioso e ordinato nella propria casa dispensando misericordia e lavorando con le proprie mani. La caratteristica principale dei Poveri Cattolici era l’obbligo di mostrarsi gentile e compassionevole nel portare a termine le pratiche religiose. Essi dedicavano la loro attenzione ai poveri e ai bisogni umanitari, costruendo case, chiese e ospedali. Le regole principali della comunità erano: castità, digiuno, pregare seguendo i precetti evangelici e utilizzare abiti vecchi (questi sono gli elementi più significativi, utilizzati anche dai poveri di Lione). Inoltre la comunità doveva pagare una decima e non spezzare mai i legami con Roma.
I Poveri Cattolici lasciarono Roma con l’approvazione papale nel 1209. Attraversarono numerose città lombarde nelle quali Durando convertì molti valdesi al cattolicesimo. Notevole è l’impresa compiuta a Milano. In una lettera innocenziana veniamo a sapere che nello stesso anno Durando a seguito di un incontro con l’arcivescovo di Milano, Umberto di Pirovano, sarebbe riuscito a fare entrare in seno alla Chiesa Cattolica una piccola comunità valdese del luogo. Inoltre sarebbe riuscito a convertire un altro centinaio di persone se gli fosse stato restituito un edificio, denominato schola, nel quale la comunità si riuniva e che era stato demolito per volere del predecessore di Umberto (Filippo di Lampugnano) perché considerati eretici.
Interessato alla possibilità di disporre un gruppo di poveri cattolici in Milano, avrebbe avvertito il pontefice che non accettando le condizioni di conversione, rischiava di non vedere soddisfatte le proprie aspettative nella lotta contro gli eretici. È possibile che l’oscense sia riuscito a convincere il papa a far rientrare questi valdesi in seno alla Chiesa e a considerare questa schola come una delle tante sedi dei Poveri Cattolici, nella quale esercitare un’azione antiereticale secondo un progetto già accordato con lo stesso pontefice.
Un altro successo che fu conseguito in pianura Padana, fu quello di riuscire ad allineare il gruppo valdese di Bernardo Primo che nel 1210 ricevette dalla sede romana il nome di Poveri Riconciliati (pauperes reconciliati). In seguito Durando raggiunse l'Occitania dove si stabilì nell’Aude, non senza alcune resistenze da parte dell’arcivescovo di Narbona. Le denunce si fecero più insistenti nel 1210 e ciò costrinse l’oscense a tronare a Roma e chiedere ad Innocenzo il suo appoggio. Il 12 maggio dello stesso anno, il papa ordinò che D’Osca e la sua comunità erano considerati cattolici ed erano integrati nella chiesa di Roma.
Dal 1210 i Poveri Cattolici espansero la propria attività missionaria tra Lombardia, Narbona, Catalogna ed Aragona e Durando venne eletto dal papa priore della comunità. Nel 1212 si recò a Roma per avere il permesso di stabilirsi ad Elne e iniziare la loro vita religiosa. In questi anni, iniziò il periodo più fruttuoso per i Poveri Cattolici in Catalogna. Il priore si fece portavoce del papa andando a correggere e a riconciliare uomini del territorio. Nello stesso anno il papa chiese ai vescovi di Barcellona e Huesca di ammetter il gruppo all’interno della Chiesa. È probabile che il gruppo dei pauperes catholici stabilitosi a Heusca si sia poi fuso con la già presente comunità di San Michele, poiché entrambi i movimenti avevano molto in comune.
Il vasto territorio nel quale agirono i poveri cattolici in quel periodo fu anche coinvolto dalle crociate contro i catari. Durando e i suoi non approvarono mai la crociata e non vi presero mai parte (come attestato da un documento del 1208), lottarono solo tramite la conversione verbale e lo scritto. La comunità godette inoltre di molta simpatia popolare, sebbene abbia dovuto sempre scontrarsi con numerosi nemici, ma l’intervento di Innocenzo e di diversi vescovi di Roma ne facilitarono le loro attività. Dopo 1212 la corrispondenza papale con Durando venne meno e dopo la morte di Innocenzo nel 1216 la comunità dei Poveri Cattolici fu messa in secondo piano.

### Ultimi anni
È possibile che nel 1220 l’oscense abbia compiuto un altro viaggio a Roma per la correzione del suo ultimo lavoro il Liber Contra Manicheos. Scritto tra il 1220 e il 1224, era un testo contro i catari che presentava molte similitudini con la sua prima opera, il Liber Antiheresis.
Le opere lasciate da Durando furono difatti di notevole aiuto a Roma per la lotta contro gli eretici. Il leader dei pauperes catholici era un predicatore e un abile dibattitore convinto nella sua fede e nella lotta contro l’eresia. Resta il fatto che le sue pratiche canoniche non ortodosse e i suoi legami con i valdesi rappresentarono un problema costante per la Chiesa romana. Sulla base dell’esperienza di Durando nacquero nuovi ed efficaci ordini contro la lotta contro l’eresia come i Francescani e i Domenicani, entrambi accettati nell’ortodossia cattolica.
Dei suoi ultimi anni si sa poco, morì dopo il 1224 dopo aver completato il Liber Contra Manicheos.
Dal 1247 i Poveri Cattolici finirono col fondersi con altre comunità fino a scomparire completamente.